# PR Newswire
PR Newswire（PRニュースワイヤー）はアメリカ合衆国イリノイ州のシカゴに本社を置くプレスリリース配信会社である。このサービスは1954年に、企業がニュース機関にプレスリリースを電子的に送信できるようにするために創設された。当初はテレプリンターを使用していた。創設者のハーバート・マッシェルは、約15年間、マンハッタンの自宅でこのサービスを運営していた。その後、この事業は最終的にウエスタンユニオンに売却され、さらにロンドンのユナイテッド・ニュースペーパーズに売却された。2015年12月、Cisionは同社を買収すると発表した。2021年1月1日、Cisionは正式にPR Newswireを同社に統合した。

## 歴史
PR Newswireは、1954年3月にハーバート・マッシェルによって設立され、最初の15年間はニューヨーク市内のタウンハウスで事業を運営していた。同社は、ウェスタンユニオンが所有する通信回線とテレプリンターを使用して、ニューヨークの10社あまりの報道機関にコンテンツを配信した。最初の顧客はトランス・ワールド航空だった。
1963年、マッシェルはニューヨーク・ヘラルド・トリビューンのデイビッド・スタインバーグを同社の経営陣に迎え入れた。これは、1962年-1963年のニューヨーク市新聞ストライキ後のことだった。マッシェルは、ストライキ中に記者を使わずに財務ニュースを報道するためにスタインバーグがこのサービスを利用したことに感銘を受けていた。
マッシェルは1970年に普通株6万株以上と引き換えに、会社の81%をウェスタンユニオンに売却した。買収後も、マッシェルとスタインバーグが経営を継続する。スタインバーグは副社長兼最高執行責任者（COO）を務め、1976年に社長に就任した。
1978年までに、PR Newswireは75都市の約250のニュース配信先および金融機関に、12,000マイルの専用通信回線を使用してコンテンツを配信していた。ニューヨーク本社に加え、ボストン、マイアミ、ロサンゼルス、サンフランシスコの各オフィスからも、毎分150語のペースでコンテンツが配信された。
1982年、同社はロンドンのユナイテッド・ニュースペーパーズ社に950万ドルで売却された。1983年、PR Newswireはメディアワイヤーを買収し、ペンシルベニア州、デラウェア州、ニュージャージー州、メリーランド州、ウェストバージニア州の125を超えるニュースルームにその影響力を拡大した。
2015年12月、PR NewswireはCisionに買収され、2021年に統合された。
2010年代には、PR Newswireと競合するビジネスワイヤーが、ウクライナのハッカーによる広範かつ巧妙な攻撃の標的となった。ハッカーたちは、まだ公開されていないプレスリリースにアクセスし、インサイダー取引を可能にした。FBIによると、この事件は当時、世界最大のハッキングおよび証券詐欺事件であり、SECが公表した取引による利益は1億ドルを超えていたが、当局の見解では、その額は公表された額をはるかに上回ると考えられている。2018年現在、関与した100人以上の容疑者のうち、逮捕されたのは半数以下である。

## ProfNet
ProfNetは、報道関係者が専門家の情報源にアクセスできるように作られたコミュニケーションのプロフェッショナルによるオンラインコミュニティであり、PR Newswireの子会社である。ProfNetは、当時SUNYストーニーブルックの管理者であったダン・フォーブッシュ氏によって1992年に設立された。最初のパイロットプログラムはCompuServe上で運用された。1994年に大学が経営陣を変更した後、Forbushは彼らにサービスを継続するよう説得することができなかった。フォーブッシュは1995年にProfNetを非公開化し、1996年3月にPR Newswireに売却した。商用サービスとして、ProfNetは機関に利用料を請求し始めた。翌年末までに、配布先リストには大学関係者が中心に2,800件の連絡先が登録された。他の連絡先は、ベル研究所のような産業研究所や、米国科学振興協会のような学会で働いていた。多くの関係者は、その機関の広報担当者であり、その分野の専門家ではなかった。